# La fiducia in Dio
(Scritti letterari editi ed inediti di Francesco Ambrosoli con una introduzione del Prof. Ab. Pietro Zambelli intorno alla vita e alle opere dell'Autore, 1873, p. 197)
La fiducia in Dio è una statua in marmo bianco a grandezza naturale del 1833 dello scultore toscano Lorenzo Bartolini (1777-1850), conservata al Museo Poldi Pezzoli di Milano.

## Storia
La scultura marmorea fu commissionata dalla marchesa Rosina Trivulzio (1800-1859), già ritratta nel 1828 dal Bartolini in un busto-ritratto ancora oggi conservato al Museo Poldi Pezzoli, alla morte del marito Giuseppe Poldi Pezzoli d'Albertone (1768-1833).
Prima di essere consegnata alla sua committente, la statua fu esposta a Firenze, a Parma e, nel 1837, all’Accademia di Belle Arti di Brera a Milano.
Dell'opera esiste una copia al Museo dell'Ermitage (commissionata dalla principessa Zinaida Jusupova) e una al Museo nazionale d'arte dell'Azerbaigian; il gesso preparatorio è conservato al Museo di Palazzo Pretorio a Prato.
Nel 1835, l'opera venne vista dal poeta Giuseppe Giusti e ispirò un suo sonetto omonimo. Già il bozzetto preparatorio fu di ispirazione ad Alessandro Franceschi per il Monumento Tinti, nel Cimitero monumentale della Certosa di Bologna, eseguito tra il 1833 e il 1834.

## Descrizione

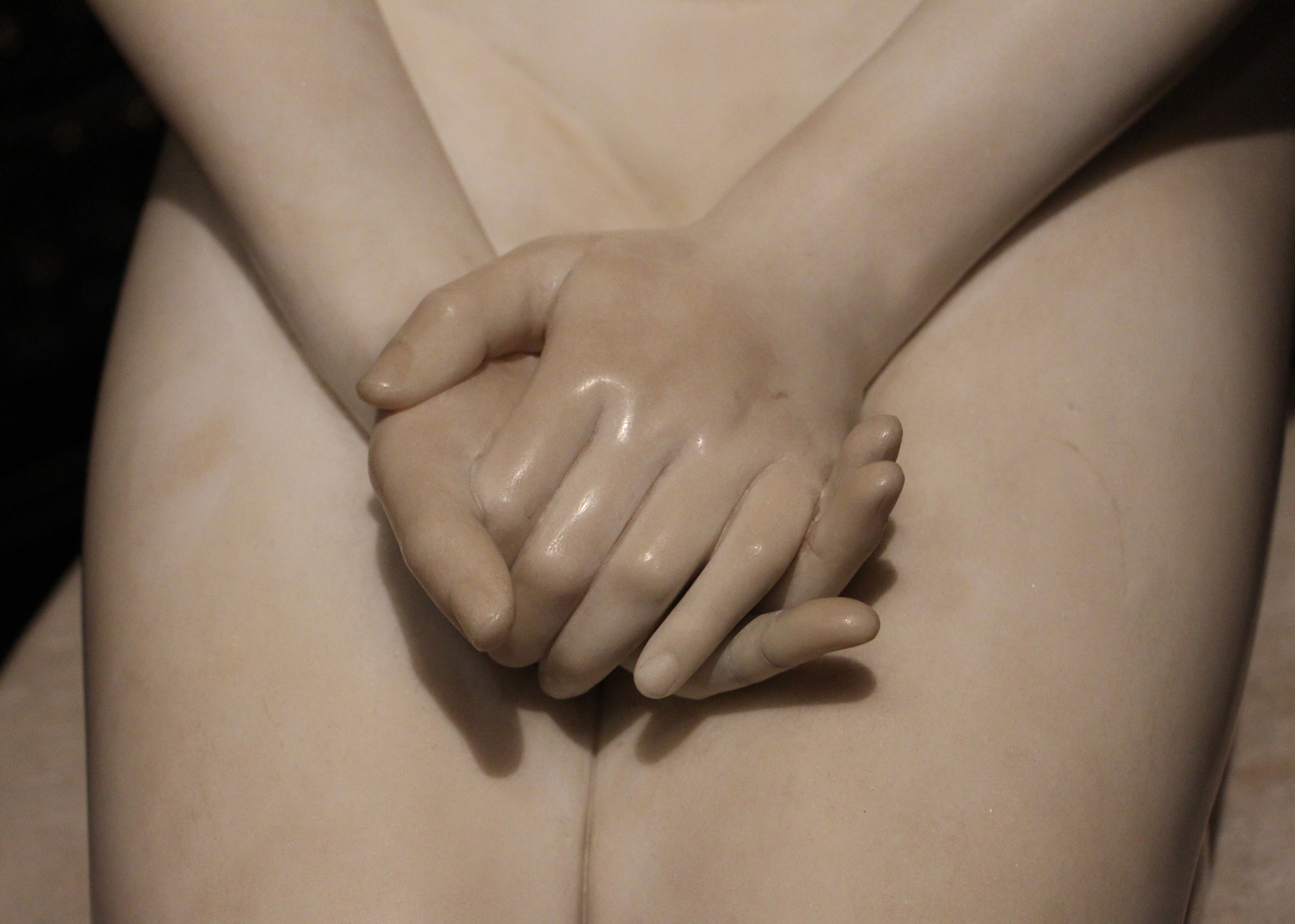
Dettaglio delle mani.

La donna chiese all'artista di rappresentare il suo dolore e la sua devozione a Dio dopo la morte del marito, perciò Bartolini decise di rappresentare una giovane nuda, con i capelli raccolti in uno chignon, accasciata e con le mani intrecciate strette in grembo in segno di profonda e pia preghiera. La bocca è socchiusa e gli occhi sono rivolti verso l'alto, in segno di profonda devozione. La linea è sinuosa e armonica. La statua rappresenta esattamente il concetto di bello naturale, che per Bartolini era di fondamentale importanza. L'idea della posa fu ispirata da una modella che si riposava dopo una sessione di posa.

## Stile

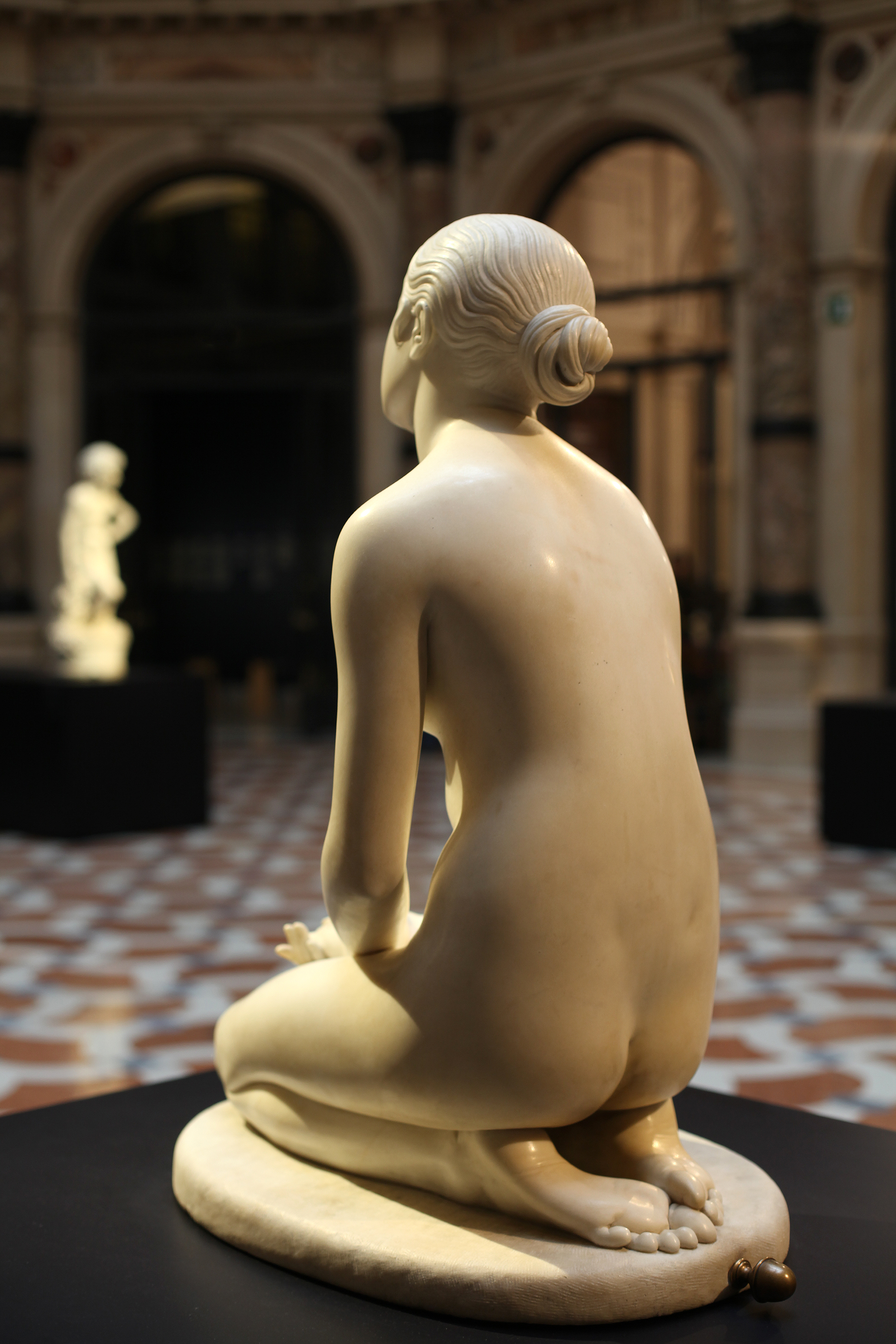
Vista posteriore

La scultura, che è stata accostata alla Maddalena penitente di Antonio Canova, traduce a livello artistico il lutto doloroso provato dalla marchesa Trivulzio divenuta vedova. La nudità totale della donna rappresenta la purezza dell'amore che la legava al coniuge defunto e simboleggia come la morte di quest'ultimo l'avesse lasciata "nuda" di fronte alla separazione brutale.
Il corpo segue una curva ad S che parte dalla punta dei piedi e culmina nel capo della donna. Il busto sinuoso si inarca ammorbidendo l'asse verticale della statua e ripiegandosi in un abbandono morbido. La composizione presenta una centralità nelle mani intrecciate in segno di devozione.